# Radwinter End
Radwinter End is een gehucht in het bestuurlijke gebied Uttlesford, in het Engelse graafschap Essex. Het maakt deel van de civil parish Radwinter.